# Vanilla bahiana
Vanilla bahiana är en orkidéart som beskrevs av Frederico Carlos Hoehne. Vanilla bahiana ingår i släktet Vanilla och familjen orkidéer. Inga underarter finns listade i Catalogue of Life.

## Bildgalleri

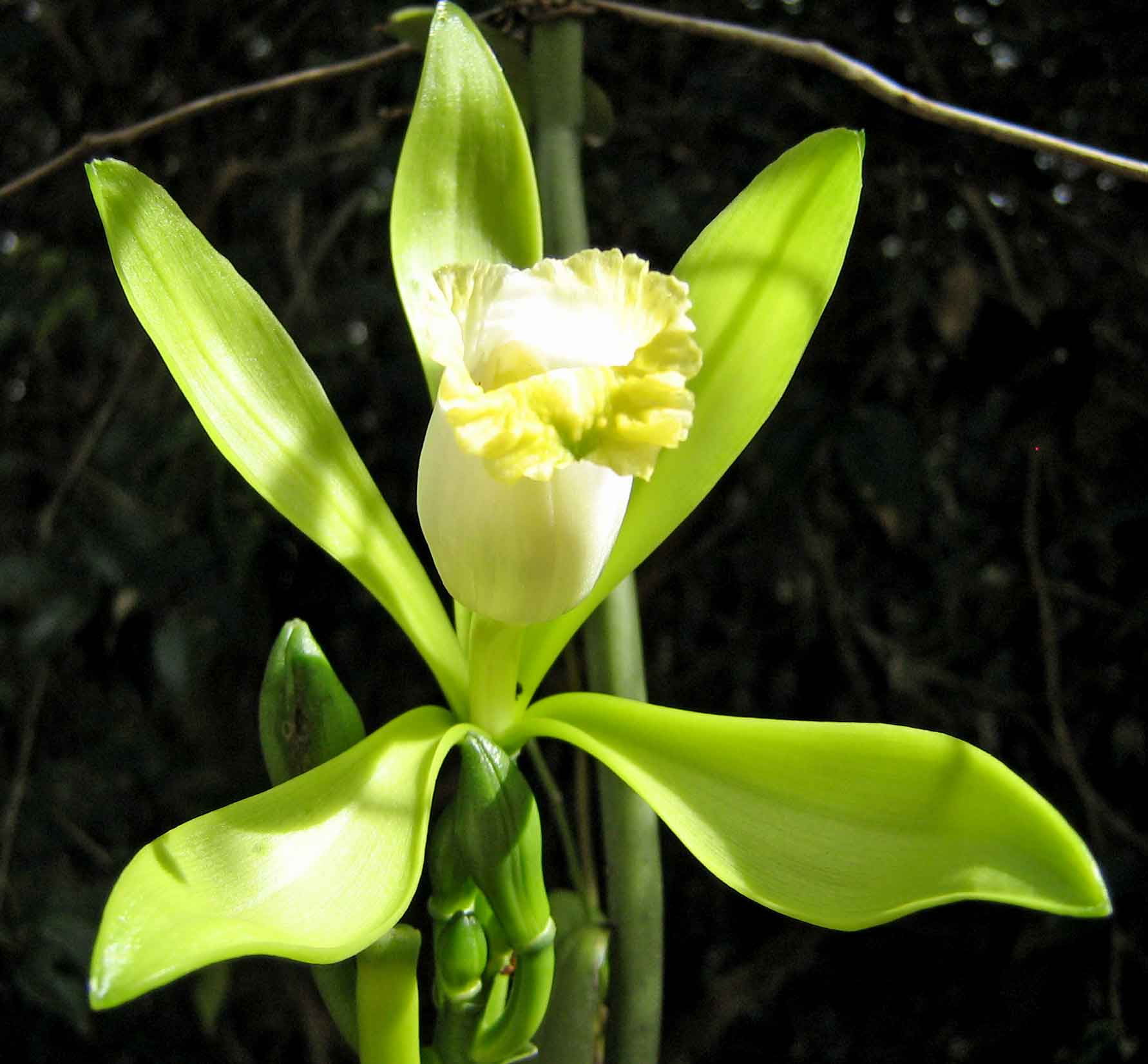
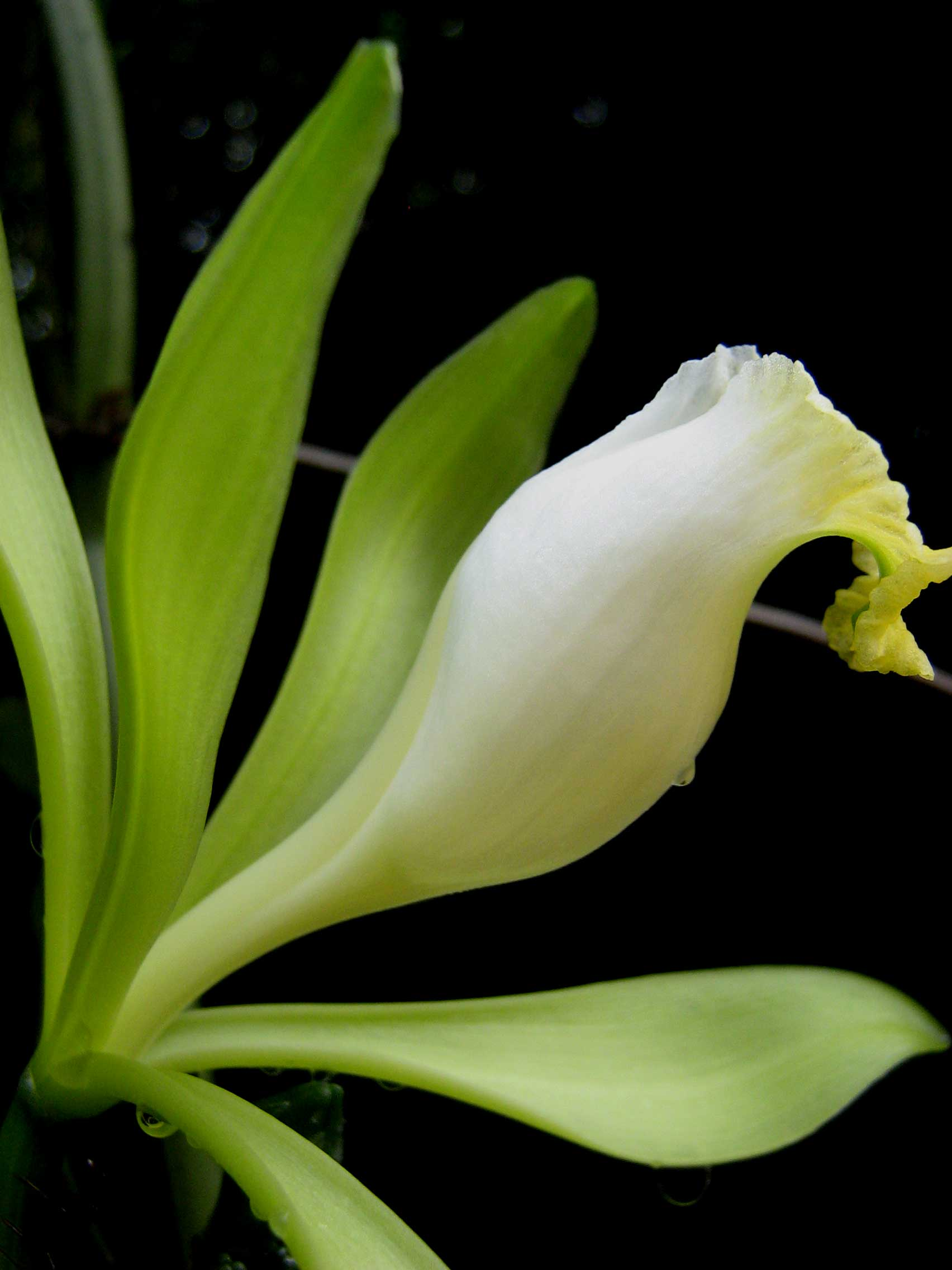
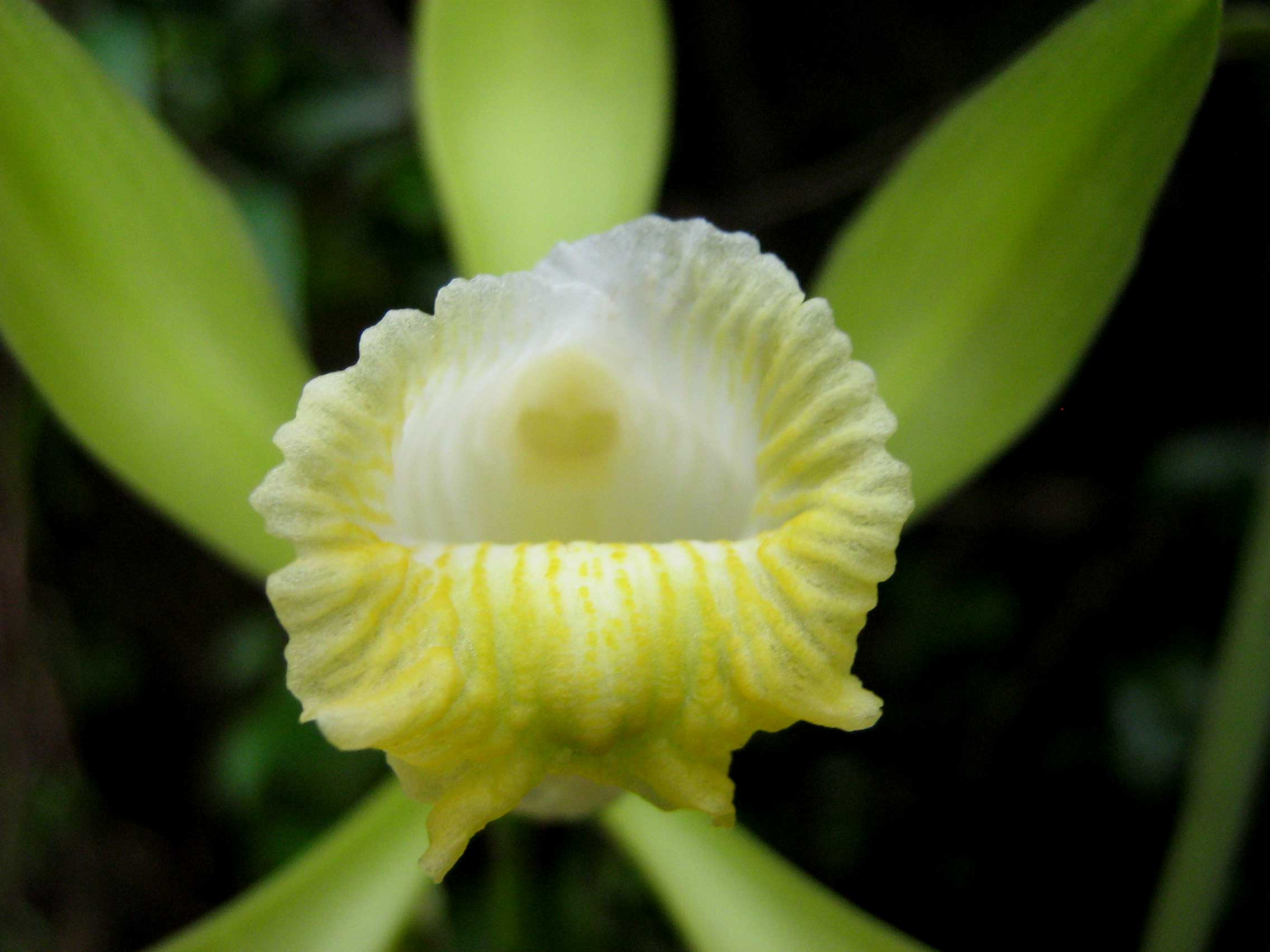
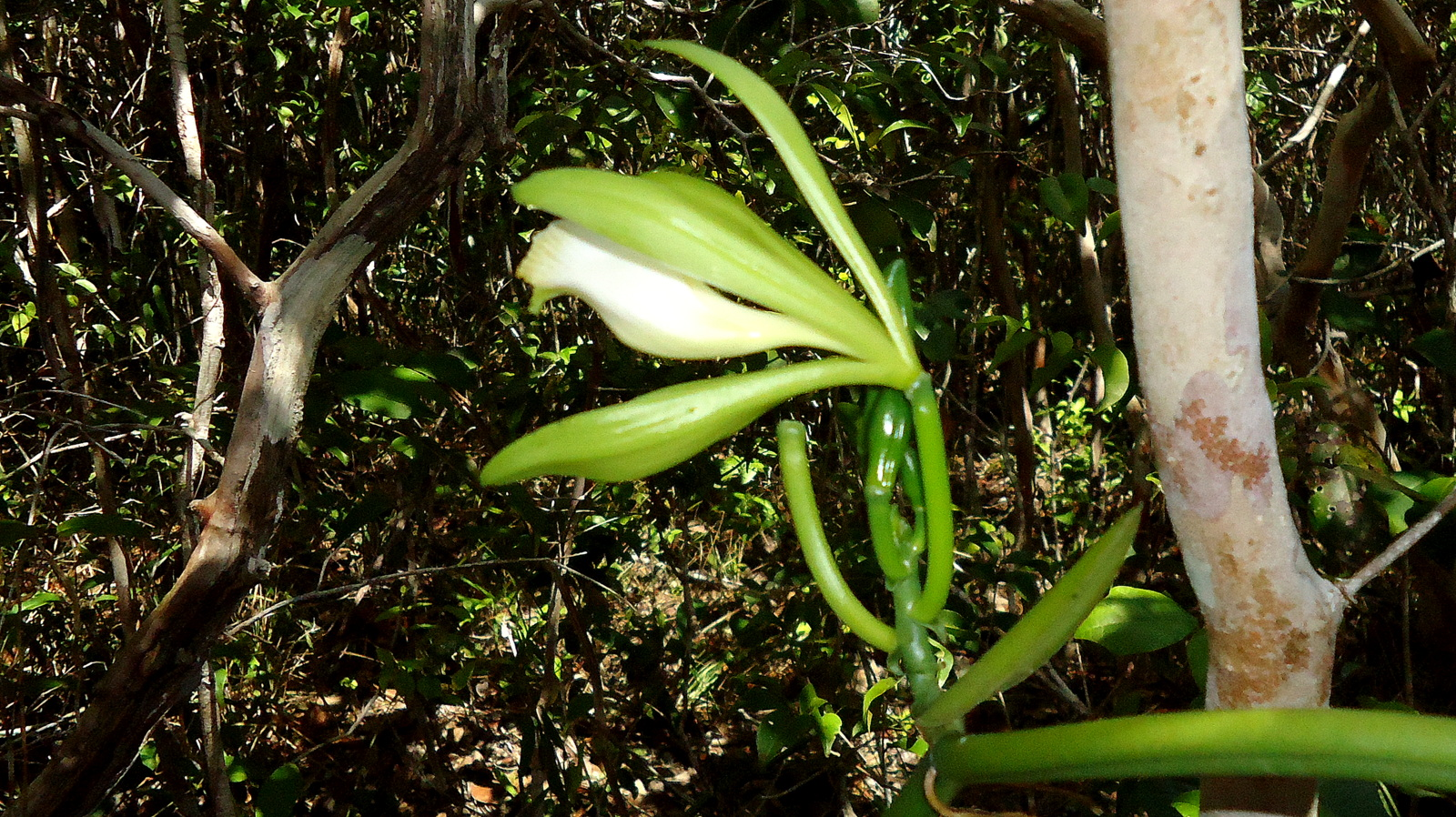
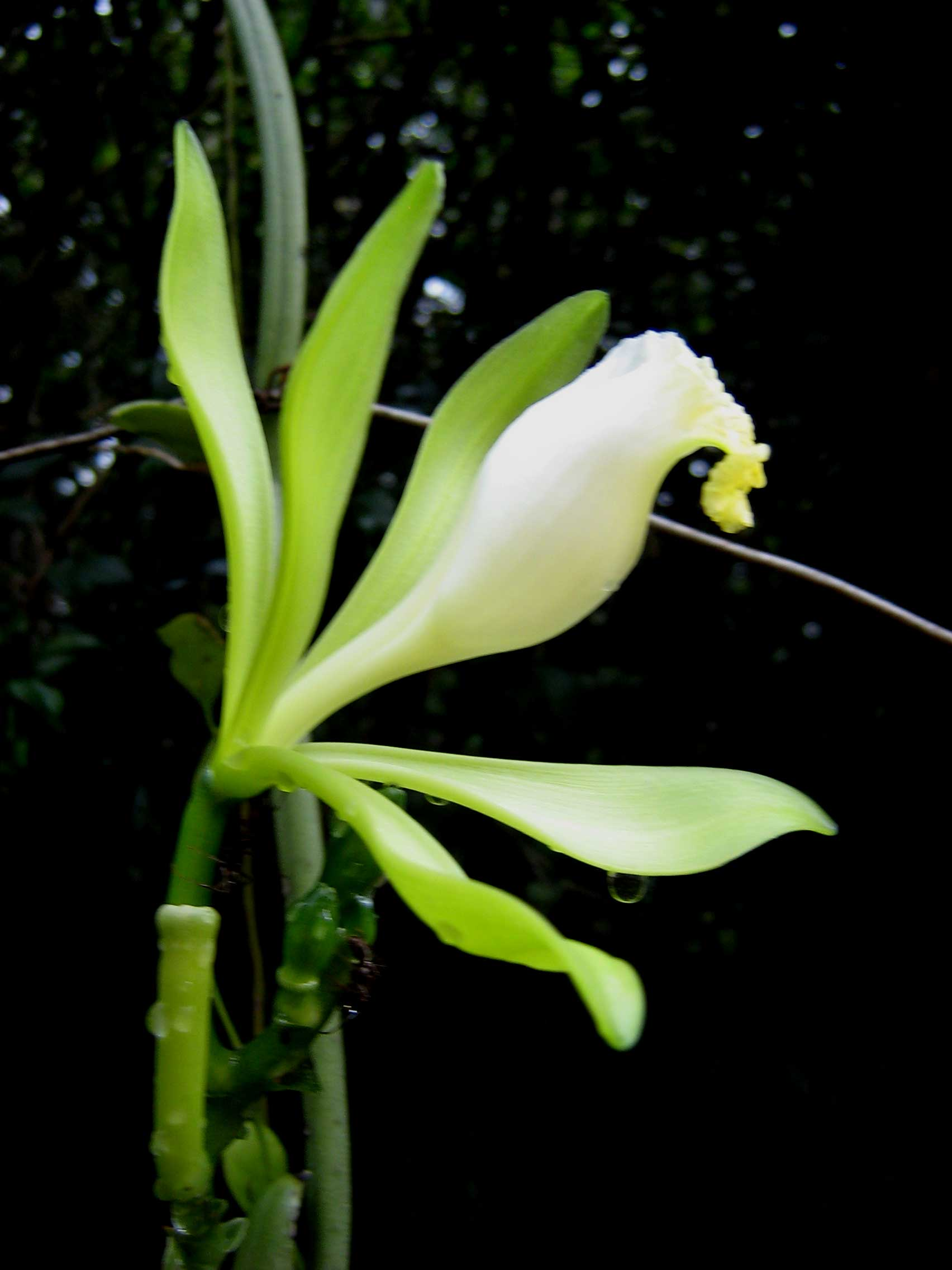
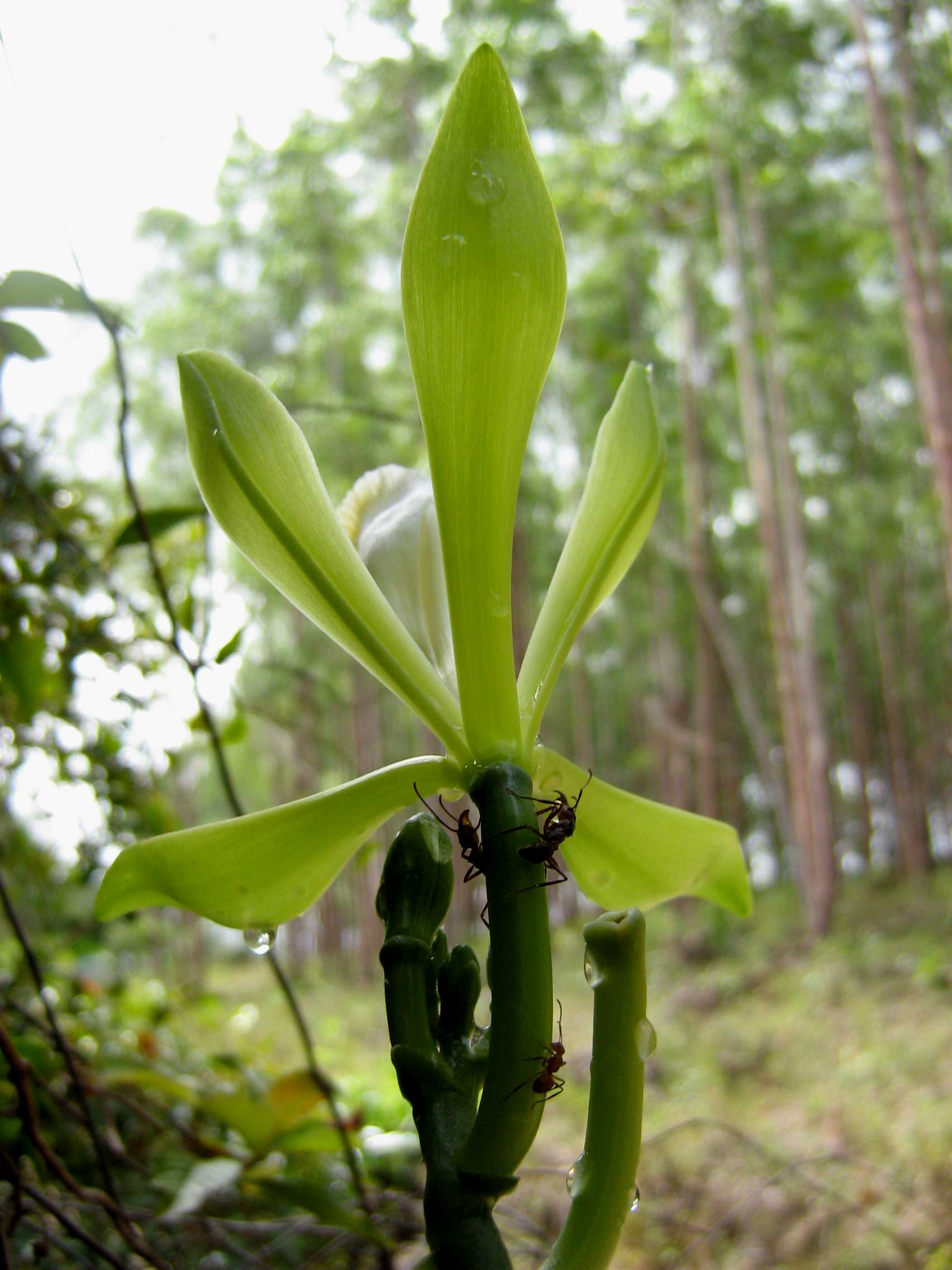